# Эрадикация Helicobacter pylori
Уничтожение (эрадикация) Helicobacter pylori — название стандартных лечебных режимов, направленных на полное уничтожение Helicobacter pylori в слизистой оболочке желудка с целью обеспечить благоприятные условия для заживления язв и других повреждений слизистой.

## Определение
Приемлемой схемой эрадикации Helicobacter pylori (Hp) считается лечебный режим, обеспечивающий не менее чем 80 % эффективно подтверждённого повторным обследованием излечения от хеликобактерной инфекции и заживления язвы или гастрита, имеющий продолжительность не более 14 суток и обладающий приемлемо низкой токсичностью (побочные эффекты должны развиваться не более чем у 10—15 % больных и в большинстве случаев не быть столь серьёзными, чтобы требовать досрочного прекращения лечения).
Постоянно разрабатываются новые схемы и протоколы эрадикации хеликобактера. При этом преследуется несколько целей:
- повышение удобства лечения для больных и степени соблюдения ими лечебного режима:
  - устранение необходимости в строгой «противоязвенной» диете благодаря применению мощных ингибиторов протонного насоса;
  - уменьшение продолжительности лечения (с 14 до 10, затем 7 дней);
  - сокращение числа одновременно принимаемых наименований лекарств за счёт применения комбинированных препаратов;
  - сокращение количества приёмов в сутки за счёт применения пролонгированных форм препаратов или препаратов с большим периодом полувыведения (T1/2);
- уменьшение вероятности нежелательных побочных эффектов;
- преодоление растущей устойчивости хеликобактера к антибиотикам;
- применение энтеросорбентов для повышения эффективности лечения и сокращения периода обострения.[1]
- удовлетворение потребности в альтернативных схемах лечения при наличии аллергии к каким-либо из компонентов стандартной схемы либо при неудаче первоначального режима лечения.

## Требования к схемам эрадикационной терапии
Идеальной эрадикационной терапией можно считать терапию, отвечающую следующим требованиям:
- Постоянно высокий уровень эрадикации Hр
- Простой режим приема (удобство)
- Низкая частота побочных эффектов
- Экономичность
- Минимальное влияние резистентных штаммов на частоту эрадикации
- Эффективное воздействие на язвенный процесс.

## Решения Маастрихтских согласительных конференций в отношении эрадикации Нр
Европейской группой по изучению Helicobacter pylori был организован ряд согласительных конференций с участием ведущих экспертов, на которых на основе стандартов доказательной медицины и большого количества контролируемых клинических испытаний вырабатывались подходы к лечению хеликобактерных инфекций. Первая конференция проходила в голландском городе Маастрихте в 1996 году. По месту её проведения рекомендации, принятые в 1996, 2000 и 2005 годах, называются, соответственно, «Маастрихт-I», «Маастрихт-II», «Маастрихт-III» и «Маастрихт-IV» несмотря на то, что конференции «Маастрихт-III» и «Маастрихт-IV» проходили во Флоренции.
Консенсусом «Маастрихт-II» было определено, что ни одна из схем эрадикации Нр не даёт гарантии уничтожения инфекции, и поэтому в схемах эрадикации были сформулированы несколько «линий». Предполагается, что больной должен быть первоначально пролечен по одной из эрадикационных схем «первой линии», а при неудачном лечении — по одной из схем «второй линии».
«Маастрихтом-IV» были рекомендованы следующие эрадикационные схемы:

### Первая линия
Трёхкомпонентная терапия, была предложена на первой Маастрихтской конференции и стала универсальной схемой лечения инфекции H. pylori. Она рекомендована всеми мировыми согласительными конференциями. Схема включает препараты:
- один из ингибиторов протонного насоса (ИПН) в «стандартной дозировке» (омепразол 20 мг, лансопразол 30 мг, пантопразол 40 мг, эзомепразол 20 мг, или рабепразол 20 мг 2 раза в день) не менее 7 дней
- кларитромицин (500 мг 2 раза в день) 7 дней
- амоксициллин (1000 мг 2 раза в день) или метронидазол (500 мг 2 раза в день) 7 дней.

При этом показано, что схемы ИПН + кларитромицин + метронидазол (тинидазол) и ИПН + кларитромицин + амоксициллин эквивалентны. Установлено, что эффективность тройной терапии повышается, при увеличении её продолжительности до 10 или 14 дней (в зависимости от степени обсеменённости Helicobacter pylori и переносимости терапии пациентом)

### Вторая линия
Четырёхкомпонентная терапия:
- один из ИПН в «стандартной дозировке» не менее 10 дней +
- висмута субсалицилат/субцитрат (120 мг 4 раза в день) 10 дней +
- метронидазол (500 мг 3 раза в день) 10 дней +
- тетрациклин (500 мг 4 раза в день) 10 дней.

Ключевые изменения, внесенные пятым Маастрихтским консенсусом (https://web.archive.org/web/20161121175120/http://immunology-allergy.org/maastricht_v/):
- Инфекция H. pylori является инфекционным заболеванием независимо от клинических симптомов и осложнений.

- H. pylori связана с развитием диспепсии. Подходящей стратегией лечения является так называемая стратегия «обследуй и лечи» (test-and-treat strategy), которая заключается в применении неинвазивных методов диагностики и последующего лечения в случае положительных результатов. Эндоскопия рекомендована в регионах с низкой распространённостью H. pylori.

- Эрадикация H. pylori уменьшает количество осложнений.
- Предпочтительным методом диагностики у пациентов, не принимающих антациды, является дыхательный уреазный тест.
- Частота эрадикации может быть предсказана на основании уровня резистентности в данной популяции.
- Терапия с использованием комбинации кларитромицин + ингибиторы протонной помпы не должна применяться в регионах, где уровень резистентности к кларитромицину превышает 15 %, но остается приемлемой в регионах с низким уровнем резистентности.
- В регионах с высоким уровнем резистентности к кларитромицину рекомендуется четырёхкомпонентная терапия с применением висмута либо ингибиторов протонной помпы.
- В качестве схем «второй линии» высокую эффективность показали трёх- или четырёхкомпонентные схемы, где вместо кларитромицина (из группы макролидов) применялся левофлоксацин (из группы фторхинолонов).
- Терапия с применением висмута либо ингибиторов протонной помпы должна длиться 14 дней.
- При неуспешности четырехкомпонентной терапии с применением висмута либо ингибиторов протонной помпы может быть рекомендована трёх- или четырёхкомпонентная терапия с применением фторхинолонов.
- При неуспешности двух методов лечения рекомендуется исследование чувствительности H. pylori к антибиотикам для определения дальнейших способов лечения.
- H. pylori является основным этиологическим фактором рака желудка, который можно предотвратить ранней эрадикацией до появления метаплазии и атрофии.
- В популяциях и у отдельных лиц с высоким риском рака желудка рекомендуется скрининг и лечение.
- Состав здоровой микробиоты желудка и то, каким образом H. pylori влияет на микробиоту, пока что не определены.

## Рекомендации Американской коллегии гастроэнтерологов
На 2024 год Американская коллегия гастроэнтерологов (АКГ, англ. The American College of Gastroenterology) рекомендует три линии терапии, направленной на эрадикацию Helicobacter pylori; для достижения эффекта каждая из них должна применяться 14 дней. В каждой схеме возможны замены препаратов при наличии противопоказаний или устойчивости возбудителя к ним, общее число схем лечения — 12:
1. Первая линия — оптимизированная квадротерапия (одновременное назначение 4-х препаратов): препарат висмута, ингибитор протонной помпы, два антибактериальных препарата.
2. Вторая линия — тройная терапия: ИПП и два антибактериальных препарата.
3. Третья линия — двойная или тройная терапия: калий-конкурентный блокатор секреции соляной кислоты и один или два антибактериальных препарата.

### Первая линия — оптимизированная квадротерапия
В качестве первой линии АКГ рекомендует назначать на 14 дней:
- Субцитрат висмута или субсалицилат висмута.
- Ингибитор протонной помпы с целью понизить кислотность желудочного сока.
- Тетрациклин.
- Метронидазол.

Первую линию терапии АКГ рекомендует для всех пациентов, не лечившихся ранее и не имеющих противопоказаний к назначаемым в её рамках препаратам.

### Вторая линия терапии
Вторая линия антихеликобакторной терапии по рекомендации АКГ также длится 14 дней:
1. Ингибитор протонной помпы;
2. Рифабутин;
3. Амоксициллин.

### Третья линия терапии
Третья линия антихеликобакторной терапии по рекомендации АКГ также длится 14 дней и имеет два основных варианта.
1 вариант третьей линии — двойная терапия.
- вонопразан — калий-конкурентный блокатор секреции соляной кислоты;
- амоксициллин.

2 вариант третьей линии — тройная терапия.
- вонопразан;
- амоксициллин;
- кларитромицин.

На конец 2014 года исследователи выяснили, что наиболее эффективным методом эрадикации H. pilory является тройная терапия сочетанием вонопразана с антибиотиками левофлоксацином и амоксициллином.

### Нерекомендованные АКГ схемы
АКГ рекомендует отказаться от тройной терапии с амоксициллином и кларитромицином, и в целом не рекомендует применять схемы, включающие кларитромицин или левофлоксацин, без подтверждения чувствительности к ним обнаруженного у больного штамма Helicobacter pylori.

## Схемы, рекомендуемые для эрадикации Нр Научным обществом гастроэнтерологов России
В связи с различной резистентностью к антибиотикам в разных регионах мира, распространённостью различных штаммов Нр, генетическими особенностями населения, в разных странах или группах стран вырабатываются свои рекомендации в отношении эрадикации Нр. Некоторые из этих параметров, в частности, резистентность Нр к определенным антибиотикам, меняется с течением времени. Выбор конкретной схемы определяется также индивидуальной непереносимостью больного к препаратам, а также чувствительностью штаммов Нр, которыми инфицирован больной. На X съезде Научного общества гастроэнтерологов России 5 марта 2010 года были приняты следующие схемы эрадикации Нр:

### Первая линия

#### Вариант 1
Трёхкомпонентная терапия, включающая перечисленные ниже препараты, которые принимаются в течение 10-14 дней:
- один из ИПН в «стандартной дозировке» 2 раза в день +
- амоксициллин (500 мг 4 раза в день или 1000 мг 2 раза в день)  +
- кларитромицин (500 мг 2 раза в день), или джозамицин (1000 мг 2 раза в день) или нифурател (400 мг 2 раза в день).

#### Вариант 2
Четырёхкомпонентная терапия, включающая в дополнении к препаратам варианта 1 препарат висмута, её продолжительность также 10—14 дней:
- один из ИПН в «стандартной дозировке» +
- амоксициллин (500 мг 4 раза в день или 1000 мг 2 раза в день) +
- кларитромицин (500 мг 2 раза в день), или джозамицин (1000 мг 2 раза в день), или нифурател (400 мг 2 раза в день) +
- висмута трикалия дицитрат 120 мг 4 раза в день или 240 мг 2 раза.

#### Вариант 3
Если у больного имеется подтверждённая внутрижелудочной pH-метрией атрофия слизистой оболочки желудка с ахлоргидрией и ему, таким образом, нецелесообразно назначать кислотоподавляющие препараты (ИПН или Н2-блокаторы), применяется третий вариант (продолжительностью 10—14 дней):
- амоксициллин (500 мг 4 раза в день или 1000 мг 2 раза в день) +
- кларитромицин (500 мг 2 раза в день), или джозамицин (1000 мг 2 раза в день), или нифурател (400 мг 2 раза в день) +
- висмута трикалия дицитрат (120 мг 4 раза в день или 240 мг 2 раза в день).

#### Вариант 4
Если пожилым больным невозможна полноценная эрадикационная терапия, применяют усечённые схемы:
- Вариант 4А, длительность терапии 14 дней:
  - один из ИПН в «стандартной дозировке» +
  - амоксициллин (500 мг 4 раза в день или 1000 мг 2 раза в день) +
  - висмута трикалия дицитрат (120 мг 4 раза в день или 240 мг 2 раза в день).
- Вариант 4Б: висмута трикалия дицитрат по 120 мг 4 раза в день в течение 28 дней. При наличии болей в области желудка — короткий курс ИПН.

### Вторая линия
Эрадикация Нр по схемам второй линии проводится в случае неуспеха терапии по одной из схем первой линии.

#### Вариант 1
Классическая четырёхкомпонентная схема, длительность терапии 10-14 дней:
- один из ИПН в «стандартной дозировке» +
- висмута трикалия дицитрат (по 120 мг 4 раза в день) +
- метронидазол (по 500 мг 3 раза в день) +
- тетрациклин (500 мг 4 раза в день).

#### Вариант 2
Четырёхкомпонентная схема, длительность терапии 10—14 дней:
- один из ИПН в «стандартной дозировке» +
- висмута трикалия дицитрат (по 120 мг 4 раза в день) +
- амоксициллин (500 мг 4 раза в день или 1000 мг 2 раза в день) +
- нитрофурановый препарат: нифурател (400 мг 2 раза в день) или фуразолидон (100 мг 4 раза в день).

#### Вариант 3
Четырёхкомпонентная схема, длительность терапии 14 дней:
- один из ИПН в «стандартной дозировке» +
- висмута трикалия дицитрат (по 120 мг 4 раза в день) +
- амоксициллин (500 мг 4 раза в день или 1000 мг 2 раза в день) +
- рифаксимин (400 мг 2 рза в день).

### Третья линия
Проводится только при отсутствии результата от эрадикации Нр по второй линии и после определения чувствительности микроорганизма к определённым антибиотикам.

## Исторические сведения
Исторически первой схемой эрадикации Hp была схема, применённая Барри Маршаллом для самолечения гастрита, который он вызвал у себя, преднамеренно выпив чашку Петри с культурой Helicobacter pylori. Эта схема состояла из препарата висмута (висмута субсалицилата) и метронидазола.